# داني ديل
داني ديل (بالإنجليزية: Danny Dill)‏ هو كاتب أغاني ومغني أمريكي، ولد في 19 سبتمبر 1924 في كلاركسبورغ في الولايات المتحدة، وتوفي في 23 أكتوبر 2008 في مقاطعة ديفيدسون في الولايات المتحدة.

## وصلات خارجية
- داني ديل على موقع ميوزك برينز (الإنجليزية)
- داني ديل على موقع أول ميوزيك (الإنجليزية)
- داني ديل على موقع ديسكوغز (الإنجليزية)